# North (South Carolina)
North is een plaats (town) in de Amerikaanse staat South Carolina, en valt bestuurlijk gezien onder Orangeburg County. North is de geboorteplaats van Eartha Kitt.

## Demografie
Bij de volkstelling in 2000 werd het aantal inwoners vastgesteld op 813.
In 2006 is het aantal inwoners door het United States Census Bureau geschat op 782, een daling van 31 (-3,8%).

## Geografie
Volgens het United States Census Bureau beslaat de plaats een oppervlakte van
2,2 km², geheel bestaande uit land. North ligt op ongeveer 85 m boven zeeniveau.

## Plaatsen in de nabije omgeving
De onderstaande figuur toont nabijgelegen plaatsen in een straal van 20 km rond North.